# Persone di nome Artëm
| Questa pagina contiene informazioni ricavate automaticamente dalle voci biografiche con l'ausilio del template Bio e di un bot. L'aggiornamento è periodico e automatico e ricostruisce completamente la pagina. Se manca una persona in questa lista, sei pregato di non aggiungerla, ma accertati piuttosto che la sua voce biografica contenga il template Bio e che i dati anagrafici siano correttamente compilati. Se il template Bio manca, inseriscilo tu stesso o, in alternativa, metti l'avviso {{tmp\|Bio}} che ne segnala la mancanza. Se i dati riportati sono sbagliati, correggi direttamente la voce biografica; le modifiche saranno visibili in questa lista entro pochi giorni. Per chiarimenti vedi il progetto antroponimi. La lista contiene solo le 59 persone che sono citate nell'enciclopedia e per le quali è stato implementato correttamente il template Bio. Pagina aggiornata al 23 mar 2025. |

Questa è una lista di persone presenti nell'enciclopedia che hanno il nome Artëm, suddivise per attività principale.

## Astronomi(1)
- Artëm Olegovič Novičonok, astronomo russo (Kondopoga, n. 1988)

## Calciatori(20)
- Artëm Avanesjan, calciatore russo (Balašicha, n. 1999)
- Artëm Del'kin, calciatore russo (Samara, n. 1990)
- Artëm Dzjuba, calciatore russo (Mosca, n. 1988)
- Artëm Enin, calciatore russo (Jaroslavl', n. 1976 - Jaroslavl', † 2024)
- Artëm Fedčuk, calciatore russo (Lipeck, n. 1994)
- Artëm Fidler, ex calciatore russo (Ekaterinburg, n. 1983)
- Artëm Galadžan, calciatore russo (Novorossijsk, n. 1998)
- Artëm Golubev, calciatore russo (Volgograd, n. 1999)
- Artëm Jusupov, calciatore russo (Ekaterinburg, n. 1997)
- Artëm Karpukas, calciatore russo (Bijsk, n. 2002)
- Artëm Kulišev, calciatore russo (Rostov sul Don, n. 1993)
- Artëm Makarčuk, calciatore russo (Svetlyj, n. 1995)
- Artëm Maksimenko, calciatore russo (Togliatti, n. 1998)
- Artëm Mamin, calciatore russo (Ekaterinburg, n. 1998)
- Artëm Simonjan, calciatore russo (San Pietroburgo, n. 1995)
- Artëm Sokol, calciatore russo (Mosca, n. 1997)
- Artëm Sokolov, calciatore russo (Jakutsk, n. 2003)
- Artëm Timofeev, calciatore russo (Vladikavkaz, n. 1994)
- Artëm Šabolin, calciatore russo (Barnaul, n. 2000)
- Artëm Ščadin, calciatore russo (Jaroslavl', n. 1992)

## Cantanti(1)
- Artëm Kačer, cantante e rapper russo (Vladikavkaz, n. 1988)

## Cestisti(8)
- Artëm Gorlanov, ex cestista russo (Jalta, n. 1991)
- Artëm Jakovenko, ex cestista russo (Anapa, n. 1988)
- Artëm Klimenko, cestista russo (Mariupol', n. 1994)
- Artëm Komissarov, cestista russo (Dušanbe, n. 1990)
- Artëm Komolov, cestista russo (Mosca, n. 1993)
- Artëm Kuzjakin, ex cestista russo (Leningrado, n. 1980)
- Artëm Vichrov, cestista russo (San Pietroburgo, n. 1992)
- Artëm Zabelin, cestista russo (Chabarovsk, n. 1988)

## Ciclisti su strada(2)
- Artëm Nyč, ciclista su strada russo (Kemerovo, n. 1995)
- Artëm Ovečkin, ex ciclista su strada russo (Berdsk, n. 1986)

## Combinatisti nordici(1)
- Artëm Galunin, combinatista nordico russo (Zavolž'e, n. 1999)

## Danzatori(1)
- Artëm Vjačeslavovič Ovčarenko, danzatore russo (Dnipro, n. 1986)

## Disc jockey(1)
- Arty, disc jockey, produttore discografico e musicista russo (Ėngel's, n. 1989)

## Fondisti(2)
- Artëm Mal'cev, fondista russo (Nižnij Novgorod, n. 1993)
- Artëm Žmurko, ex fondista russo (Kemerovo, n. 1985)

## Generali(1)
- Artëm Fëdorovič Sergeev, generale sovietico (Mosca, n. 1921 - Mosca, † 2008)

## Giocatori di calcio a 5(3)
- Artëm Antoškin, giocatore di calcio a 5 russo (Belyj Jar, n. 1993)
- Artëm Nijazov, giocatore di calcio a 5 russo (Surgut, n. 1996)
- Artëm Šeremet, giocatore di calcio a 5 russo (n. 1988)

## Hockeisti su ghiaccio(1)
- Artëm Anisimov, hockeista su ghiaccio russo (Jaroslavl', n. 1988)

## Ingegneri(1)
- Artëm Ivanovič Mikojan, ingegnere, imprenditore e politico sovietico (Sanahin, n. 1905 - Mosca, † 1970)

## Kickboxer(1)
- Artëm Levin, kickboxer e thaiboxer russo (Prokop'evsk, n. 1986)

## Lottatori(2)
- Artëm Surkov, lottatore russo (Saransk, n. 1993)
- Artëm Terjan, lottatore sovietico (Gəncə, n. 1930 - Baku, † 1970)

## Militari(1)
- Artëm Žoga, militare e politico russo (Širokij, n. 1975)

## Pallanuotisti(1)
- Artëm Ašaev, pallanuotista russo (n. 1988)

## Pallavolisti(2)
- Artëm Ermakov, pallavolista russo (Nižnevartovsk, n. 1982)
- Artëm Vol'vič, pallavolista russo (Nižnevartovsk, n. 1990)

## Piloti automobilistici(1)
- Artëm Markelov, ex pilota automobilistico russo (Mosca, n. 1994)

## Produttori discografici(1)
- Slava Marlow, produttore discografico e beatmaker russo (Novosibirsk, n. 1999)

## Rapper(1)
- Boulevard Depo, rapper russo (Ufa, n. 1992)

## Schermidori(2)
- Artëm Sedov, schermidore russo (Leningrado, n. 1984)
- Artëm Zanin, schermidore russo (Leningrado, n. 1986)

## Scrittori(1)
- Artëm Vesëlyj, scrittore russo (Samara, n. 1899 - Samara, † 1939)

## Sollevatori(1)
- Artëm Okulov, sollevatore russo (Čusovoj, n. 1994)

## Tuffatori(1)
- Artëm Česakov, tuffatore russo (n. 1993)

## Senza attività specificata(1)
- Artëm Chadžibekov, ex tiratore a segno russo (Obninsk, n. 1970)